# Congopyrgota basilewskyi
Congopyrgota basilewskyi är en tvåvingeart som först beskrevs av Vanschuytbroeck 1963.  Congopyrgota basilewskyi ingår i släktet Congopyrgota och familjen Pyrgotidae.
Artens utbredningsområde är Rwanda. Inga underarter finns listade i Catalogue of Life.